# Regart, centre d'artistes en art actuel
Regart, centre d’artistes en art actuel, est un centre d'artistes autogéré situé à Lévis au Québec depuis 1986. Il est destiné à la diffusion des arts visuels actuels. 

## Historique
Le collectif Regart a été créé en 1986 par plusieurs artistes plasticiens, dont Denis Dallaire, directeur et coordonnateur du groupe.
En 1991, le collectif se dote d'un lieu permanent d'exposition dans le Vieux-Lévis, qui demeure à ce jour le seul lieu d'exposition en art actuel sur le territoire de Lévis. Une programmation annuelle en arts visuels est alors établie.
En 2011, à la suite de la mise en place d'un comité de relocalisation, le centre déménage son lieu d'exposition dans le vieux-Lévis, tout juste à la sortie qui relie le Vieux-Québec à Lévis, endroit connaissant une fréquentation touristique importante. L'organisme célèbre alors son 25e anniversaire d'existence.

## Artistes exposés à Regart
- Patrick Altman (1991)
- Francis Arguin  (2010)
- Cédric Arlen-Pouliot (2009)
- Pascal Asselin (2012)
- Annie Baillargeon (2013)
- Mélanie Bédard (2011)
- Marie-Fauve Bélanger (2017)
- Alexis Bellavance (2015)
- Olivier Bhérer-Vidal (2012)
- Julien Boily (2011)
- Martin uit den Bogaard (2011)
- Ludovic Boney (2016)
- Jérôme Bourque (2009)
- Dan Brault (2014)
- Paul Brunet (2011)
- Dgino Cantin (2012)
- Olga Chagoutdinova (2010)
- Marianne Cloutier (2017)
- Cooke-Sasseville (2010)
- Isabelle Demers (2011)
- Alexis Desgagnés (2013)
- Anouk Desloges (2012)
- Cynthia Dinan-Mitchell (2009)
- Pierre Durette (2010)
- Charles Fleury (2012)
- Andréanne Fournier (2010)
- Philip Gagnon (2022)
- Nicolas Lachance (2012)
- Guillaume Lafleur (2010)
- Marie-France Légaré (2014)
- Mériol Lehmann (2012)
- JJ Levine
- Erika Lincoln (2012)
- Marie-Ève Martel (2013)
- François Martig (2011)
- Paryse Martin (2015)[2]
- Virginie Mercure (2011)
- Fanny Mesnard  (2018)
- Charles-Frédérick Ouellet (2012)
- Érick d'Orion (2011)
- Wartin Pantois (2018)
- Dominic Papillon (2013)
- Joëlle Paquet (2012)
- Julie Picard (2008 & 2009)
- Collectif Pierre&Marie (2013)
- Anne-Marie Proulx (2016)
- Michael Sailstorfer, Tränen, 2015, vidéo, Manif d'art 10
- Émilie Roi  (2011)
- François Simard (2014)
- Patrick Sternon (2013)
- Syn- (2012)
- Katerine Taylor (2010)
- Mathieu Valade (2015)
- Giorgia Volpe (2018)